# Steve Davis

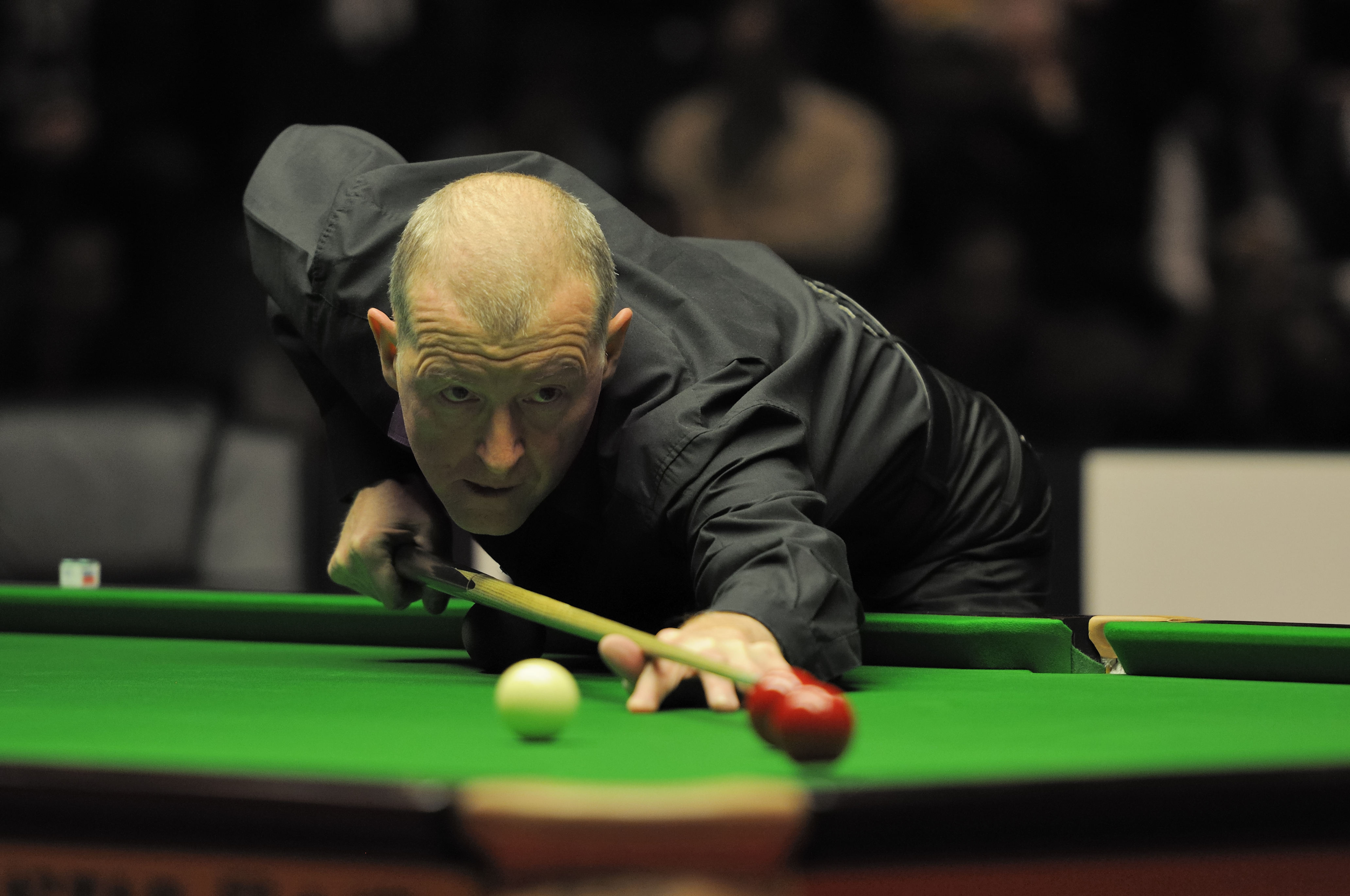
Steve Davis bei einem Trickshot während der German Masters 2012

Steve Davis, OBE (* 22. August 1957 in Plumstead, London) ist ein ehemaliger englischer Snookerspieler. Er war von 1978 bis 2016 durchgängig Profispieler auf der Snooker Main Tour und galt in den 1980er-Jahren als dominierender Spieler. Davis gewann jeweils sechsmal die Snookerweltmeisterschaft und die UK Championship sowie drei Mal das Masters und ist somit Mitglied der Triple Crown.

## Karriere

### Anfänge
Davis wurde als Sohn des Busfahrers Henry George „Bill“ Davis und seiner Frau Jean Catherine im Londoner Arbeiterviertel Plumstead geboren.
Seinen ersten Kontakt mit dem Snookersport hatte Davis während eines Besuchs seines Vaters im Lee Green Working Men’s Club, wo sein Vater regelmäßig Snooker spielte. Im Alter von sechs Jahren bekam er zu Weihnachten einen Snookertisch, der lediglich ein Viertel der Größe eines normalen Snookertisches hatte. Doch obwohl Davis anfangs darauf übte, spielte er mehrere Jahre Fußball. Regelmäßig besuchte er Spiele von Charlton Athletic und trainierte an der Alexandra McLeod Junior School in Abbey Wood. Seine Fußballkarriere endete auf der Position Rechtsaußen, als er durch eine Grippe seinen ersten Einsatz in einem Spiel verpasste.
Im Sommer 1971 spielte er im Alter von 14 Jahren während eines Urlaubs in einem Feriencamp nahe St. Mary’s Bay zum ersten Mal auf einem richtigen Snookertisch. Beinahe den gesamten Urlaub verbrachte er mit seinem Vater an diesem Tisch und Davis nahm zum ersten Mal an einem Snookerturnier teil. Doch in der ersten Runde verlor er gegen einen älteren Mann, der erst von seinem Vater im Finale besiegt wurde. Infolgedessen las Davis das Buch How I play snooker des 15-fachen Weltmeisters Joe Davis und erhielt die Erlaubnis, an den Tischen des Lee Green Working Men’s Club zu spielen.
1976 gewann Davis die U19-Meisterschaft der English Amateur Billiards Championship, die britischen Meisterschaft im English Billiards.

### Profikarriere
Steve Davis begann seine Profikarriere 1978 und wurde in den 1980er-Jahren sechsmal Weltmeister (1981, 1983, 1984, 1987 bis 1989). Insgesamt konnte er 28 Weltranglistenturniere gewinnen, das letzte 1995. Im Lauf seiner Karriere erspielte er über 5.000.000 ₤ Preisgeld und wurde vom späteren Verbandschef der WPBSA Barry Hearn gemanagt.
Am 11. Januar 1982 gelang ihm während der Lada Classics in einer Partie gegen John Spencer das erste im Fernsehen übertragene Maximum Break. Als Prämie erhielt er einen Lada.
Knapp drei Jahre später sorgte er für die höchste Einschaltquote im britischen Fernsehen, als er im Weltmeisterschaftsfinale gegen Dennis Taylor antrat. Davis führte schon 17:15, doch Taylor erzwang den Entscheidungsframe. Beide Spieler duellierten sich, und nachdem Taylor Pink gelocht hatte und nur noch die schwarze Kugel – 7 Punkte wert – auf dem Tisch lag, war das Finale immer noch nicht entschieden. Nach einer langen Safety-Rallye verschoss Taylor die Schwarze und Davis hatte die Chance auf den vierten Weltmeistertitel. Doch im entscheidenden Moment zitterte er und verschoss. Um 00:20 Uhr lochte Taylor die schwarze Kugel –  vor über 18 Millionen Zuschauern im TV.
Trotz seiner Dominanz in den 1980er Jahren, verbunden mit einer großen Medienpräsenz, war er zu dieser Zeit nicht immer der Liebling des Publikums. Sein während des Spiels völlig ausdrucksloses Gesicht und seine fast maschinenhafte Spielweise brachte ihm damals den sarkastischen Spitznamen Steve „interesting“ Davis ein. Dennoch wurde er 1988 als erster und bislang einziger Snookerspieler zum Sportler des Jahres in Großbritannien gewählt.
In seinen letzten aktiven Jahren stieg seine Beliebtheit beim Publikum, da er unter anderem mehr Emotionen beim Spiel zeigte. Durch den Sieg im Halbfinale des UK Championship 2005 erreichte er sein 100. Finale auf der Snooker Main Tour. Dieses verlor er allerdings gegen Ding Junhui mit 6:10. Damit erreichte er vorübergehend Platz drei der provisorischen Weltrangliste, nachdem er einige Jahre zuvor bereits aus den Top 16 verschwunden war und erst 2003 wieder dorthin zurückkehrte.
Anfang 2006 versäumte er es, sein Qualifikationsspiel für die China Open zu bestreiten, sodass Ricky Walden kampflos gewann. Ein derartiger Fehler war Davis in seiner Karriere noch nie passiert, weshalb dies in der Sportpresse auf eine hohe Resonanz stieß. Allerdings erhielt er für dieses Versäumnis keine Strafe durch die World Snooker Association.
Sein selbst gestecktes Ziel, sich an seinem 50. Geburtstag noch in den Top 16 der Weltrangliste zu befinden, erreichte er mit Platz 15 zu Ende der Saison 2006/2007. Für die Saison 2008/2009 wurde er als 29. der Weltrangliste geführt. Für die Saison 2009/10 konnte er sich wieder auf Rang 23 verbessern, fiel jedoch in der folgenden Saison auf Platz 44 zurück, um nach der folgenden Saison mit Ranglistenplatz 51 knapp aus den Top 50 zu fallen. Mit seinem Einzug ins Viertelfinale bei der Weltmeisterschaft 2010 war er seit mehr als 20 Jahren der erste Spieler über 50, dem dies gelang. Im Rahmen der Weltmeisterschaft 2010 spielte er zusammen mit Dennis Taylor aus Anlass des 25-jährigen Jubiläums ihres legendären WM-Endspieles 1985 den letzten und entscheidenden Frame als Unterhaltungsshow nach.
Zum Ende der Saison 2013/14 schied er aus der Main Tour aus, aber die WPBSA vergab an ihn eine Invitational Tour Card, sodass er zwei weitere Jahre auf der Main Tour spielte. Während der Weltmeisterschaft 2016 gab er seinen Rücktritt vom aktiven Snookersport bekannt.
Noch am Ende seiner Karriere war er bei einem Großteil der Turniere erfolgreich. Am 10. April 2016 verlor er in der Qualifikation für die Snookerweltmeisterschaft gegen Fergal O’Brien. Es sollte sein letztes Match als Profi sein, denn sieben Tage später erklärte er live in einer  BBC Sport -Sendung seinen Rücktritt vom aktiven Snookersport. Er begründete dies mit dem Tod seines Vaters Bill, der ihn während seiner Karriere, unter anderem als Trainer, stark unterstützt habe. Daraufhin wurde ihm eine Ehrenrunde mit der WM-Trophäe durch das Crucible Theatre gewährt.
Davis wurde während seiner Karriere von Barry Hearn gemanagt, der in den letzten Jahren seiner Karriere auch Vorsitzender der WPBSA war. Er gilt als der erste Snookerspieler, der durch diesen Sport Millionär geworden ist.

### Weiteres Leben

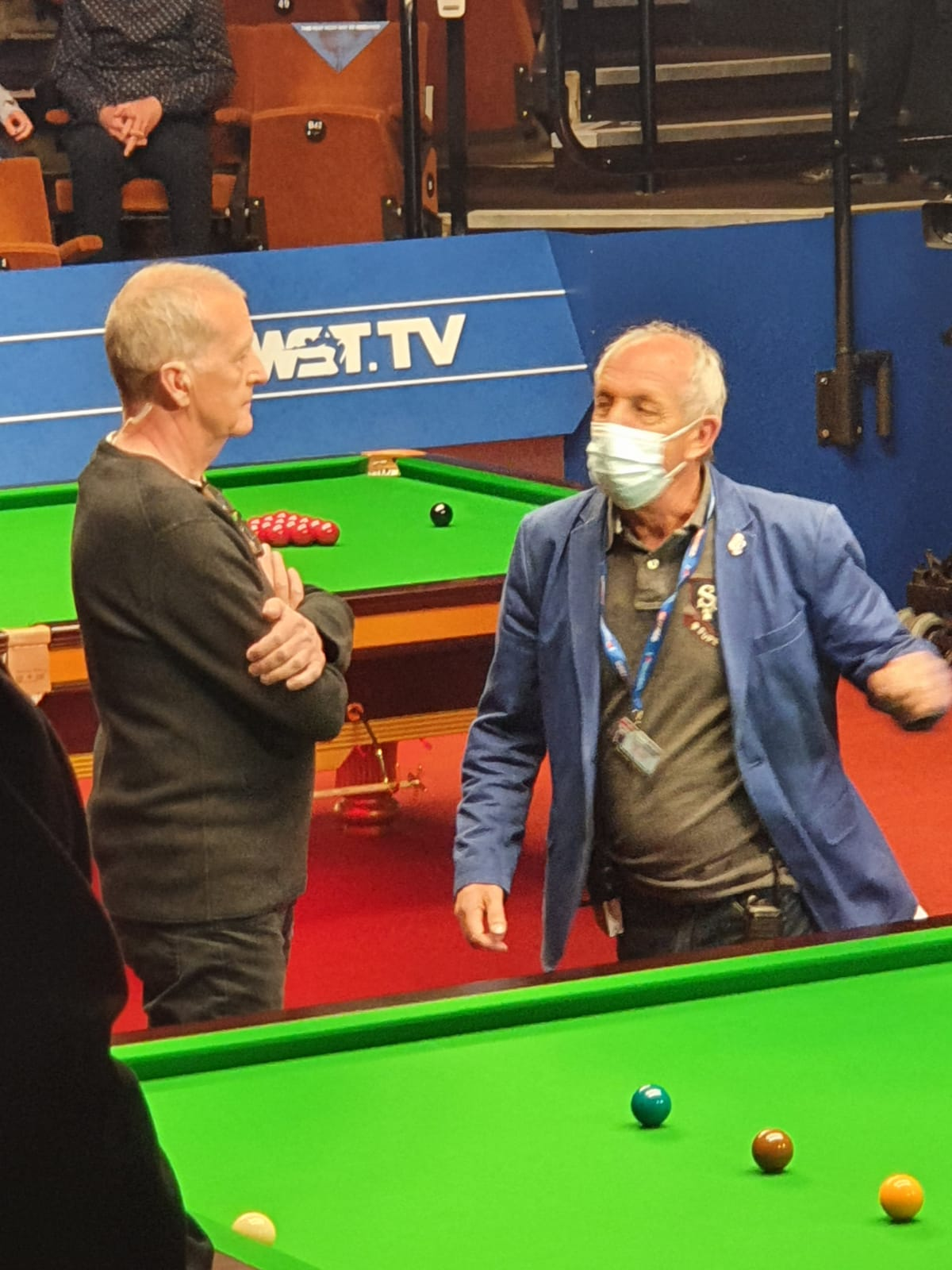
Davis bei der Snookerweltmeisterschaft 2021 mit einem Verantwortlichen der BBC

Eine Zeit war er Mitglied im Vorstand der WPBSA.
Davis war Moderator einer wöchentlichen Radio-Show auf Phoenix FM und trat als Diskjockey beim Glastonbury Festival auf. Außerdem tritt er regelmäßig in der BBC als Kommentator der Snookerberichterstattung auf.
2013 nahm Davis an der dreizehnten Staffel der britischen Reality-Show I’m a Celebrity…Get Me Out of Here! teil.

#### Poolbillard und Trickshots
Davis spielt auch erfolgreich Poolbillard. Bei der 9-Ball-WM 2000 erreichte er das Viertelfinale, in dem er gegen Corey Deuel ausschied. Außerdem war er insgesamt elf Mal Mitglied des europäischen Teams des 9-Ball Poolbillard-Turnier Mosconi Cup und gewann zwischen 1994 und 1997 drei Mal die Trickshot-Weltmeisterschaft (1994, 1995 und 1997).

## Ehrungen
1988 wurde er als bisher einziger Snookerspieler zum britischen Sportler des Jahres gewählt. Im selben Jahr wurde er zum MBE ernannt, 2001 wurde er während der The Queen’s New Year Honours zum OBE ernannt.
Im Jahr 2011 wurde er als einer der Ersten in die neu gegründete Snooker Hall of Fame aufgenommen.

## Erfolge
Davis gewann 28 Turniere mit Einfluss auf die Weltrangliste und zahlreiche weitere Turniere. Darunter waren sechs Weltmeisterschaften, sechs UK Championships und drei Masters. Folgende Tabelle zeigt seine Finalteilnahmen bei Turnieren der Triple Crown
| Ausgang  | Jahr | Turnier                  | Finalist          | Frames |
| -------- | ---- | ------------------------ | ----------------- | ------ |
| Sieger   | 1980 | UK Championship          | Alex Higgins      | 16:6   |
| Sieger   | 1981 | Snookerweltmeisterschaft | Doug Mountjoy     | 18:12  |
| Sieger   | 1981 | UK Championship          | Terry Griffiths   | 16:3   |
| Sieger   | 1982 | Masters                  | Terry Griffiths   | 9:5    |
| Sieger   | 1983 | Snookerweltmeisterschaft | Cliff Thorburn    | 18:6   |
| Finalist | 1983 | UK Championship          | Alex Higgins      | 15:16  |
| Sieger   | 1984 | Snookerweltmeisterschaft | Jimmy White       | 18:16  |
| Sieger   | 1984 | UK Championship          | Alex Higgins      | 18:6   |
| Finalist | 1985 | Snookerweltmeisterschaft | Dennis Taylor     | 17:18  |
| Sieger   | 1985 | UK Championship          | Willie Thorne     | 16:14  |
| Finalist | 1986 | Snookerweltmeisterschaft | Joe Johnson       | 12:18  |
| Sieger   | 1986 | UK Championship          | Neal Foulds       | 16:7   |
| Sieger   | 1987 | Snookerweltmeisterschaft | Joe Johnson       | 18:14  |
| Sieger   | 1987 | UK Championship          | Jimmy White       | 16:14  |
| Sieger   | 1988 | Masters                  | Mike Hallett      | 9:0    |
| Sieger   | 1988 | Snookerweltmeisterschaft | Terry Griffiths   | 18:11  |
| Sieger   | 1989 | Snookerweltmeisterschaft | John Parrott      | 18:3   |
| Finalist | 1989 | UK Championship          | Stephen Hendry    | 12:16  |
| Finalist | 1990 | UK Championship          | Stephen Hendry    | 15:16  |
| Sieger   | 1997 | Masters                  | Ronnie O’Sullivan | 10:8   |
| Finalist | 2005 | UK Championship          | Ding Junhui       | 6:10   |

## Sonstiges
Steve Davis ist seit frühester Kindheit ein begeisterter Schachspieler und betätigte sich, nicht zuletzt aufgrund seiner Popularität als Snookerspieler, bereits als Co-Autor eines Schachbuches und für eine gewisse Zeit sogar als Präsident der British Chess Federation. Im Jahr 2015 schrieb er seine Autobiographie, die wie einer seiner Spitznamen, Interesting heißt.
Davis ist Vater von zwei Söhnen und mittlerweile von seiner Frau Judith geschieden. Sein Sohn Greg nahm an Events der Q School 2012 teil.
Zwischen 1984 und 1996 entstanden drei Computerspiele, die Davis’ Namen tragen oder in denen er zumindest Auftritte hat. Steve Davis Snooker von CDS Software erschien 1984 für diverse 8-bit-Heimcomputer, Steve Davis World Snooker (ebenfalls von CDS Software) 1989 für die 16-bit-Heimcomputer Atari ST und Commodore Amiga. 1996 veröffentlichte Interplay Productions das PC-Spiel Virtual Snooker, in dessen Tutorial Videoaufnahmen von Davis eingesetzt werden.